# Apontamentos
Apontamentos, livro da autoria de Irene do Céu Vieira Lisboa, foi publicado em 1943. 
O livro como os outros dois de autora Solidão – Notas do punho de uma mulher e Solidão – II aproximam-se de um diário em que a autora anota as suas ideias e percepções do dia a dia. A sua matéria é "tudo o que faz parte de uma vida" e o próprio livro "uma cristalização do pequeno e do grande facto". São cenas do quotidiano, pequenos retratos de personagens do universo popular. A estes episódios justapõem-se a auto-análise e as reflexões sobre a linguagem, sobre o que é pensar e escrever, reveladoras de uma consciência meta-literária, do desassossego que caracteriza a escrita de Irene Lisboa.